# Staatsmeisterschaft von Ceará (Frauenfußball)
Die Staatsmeisterschaft von Ceará für Frauenfußball (portugiesisch Campeonato Cearense de Futebol Feminino) ist die seit 2008 von der Federação Cearense de Futebol (FCF) ausgetragene Vereinsmeisterschaft im Frauenfußball des Bundesstaates Ceará in Brasilien.
Über die Staatsmeisterschaft wird die Qualifikation für die Copa do Brasil Feminino und seit 2017 für die brasilianischen Meisterschaft der Frauen entschieden, zuerst für deren zweite Liga (Série A2) und seit 2021 für die dritte Liga (Série A3).

## Meisterschaftshistorie

### Ehrentafel der Gewinner
| 0       | |
| 6 Titel | Caucaia EC (Caucaia)                                                                                       |
| 5 Titel | Ceará SC (Fortaleza)                                                                                       |
| 3 Titel | Fortaleza EC (Fortaleza)                                                                                   |
| 1 Titel | Esportivo Juventus (Fortaleza) Menina Olímpica (Fortaleza) Esportivo São Gonçalo (São Gonçalo do Amarante) |

### Chronologie der Meister
| Saison | Meister               | Vizemeister        | Torschützenkönigin                                          |       |
| ------ | --------------------- | ------------------ | ----------------------------------------------------------- | ----- |
| 2008   | Caucaia EC            | Floresta EC        | Karlinha (Horizonte FC; 16)                                 |       |
| 2009   | Caucaia EC            | Ceará SC           | Vivi (Caucaia EC; 16)                                       |       |
| 2010   | Fortaleza EC          | Caucaia SC         | Elizete Araújo (Fortaleza EC; 18)                           |       |
| 2011   | Caucaia EC            | Guarany SC         | Rayssa (Caucaia EC; 14) Rhayanna (Caucaia EC; 14)           |       |
| 2012   | Caucaia EC            | América FC         | Marcela (AD Pacatuba; 14)                                   |       |
| 2013   | Caucaia EC            | Esportivo Juventus | Fabiana (Esportivo Juventus; 7)                             |       |
| 2014   | Esportivo Juventus    | Rio Branco EC      | Fabiana (Esportivo Juventus; 7)                             |       |
| 2015   | Caucaia EC            | Esportivo Juventus | Ronaldinha (Caucaia EC; 10) Raissa (Esportivo Juventus; 10) |       |
| 2016   | Menina Olímpica       | Fortaleza EC       | ?                                                           |       |
| 2017   | Esportivo São Gonçalo | Caucaia EC         | Marta Naizia (Menina Olímpica; 11)                          |       |
| 2018   | Ceará SC              | AE Tiradentes      | Marta Naizia (Ceará SC; 15)                                 |       |
| 2019   | Ceará SC              | Fortaleza EC       | Maria Vitória (Ceará SC; 10)                                |       |
| 2020   | Fortaleza EC          | Ceará SC           | Natália (Fortaleza EC; 9)                                   |       |
| 2021   | Ceará SC              | Fortaleza EC       | Letícia Monteiro (Fortaleza EC; 9)                          |       |
| 2022   | Fortaleza EC          | Ceará SC           | Isabella Mendes (Fortaleza EC; 11)                          |       |
| 2023   | Ceará SC              | Fortaleza EC       | Natália (Fortaleza EC; 12) Taciana (R4 EC; 12)              | [ 1 ] |
| 2024   | Ceará SC              | Fortaleza EC       | Bea (Fortaleza EC; 11)                                      | [ 2 ] |